# Wereldspelen 2001
De Wereldspelen 2001 waren de zesde editie van de Wereldspelen en vonden plaats van 16 tot en met 26 augustus 1997 te Akita. Op de wereldspelen worden sporten beoefend die niet tijdens de Olympische Spelen aan bod komen.

## Medailles

### België
| Sport           | Naam                                             | Discipline                | Medaille |
| --------------- | ------------------------------------------------ | ------------------------- | -------- |
| Biljart         | Bjorn Haneveer                                   | snooker (m)               | Goud     |
| Petanque        | Nancy Barzin Linda Goblet                        | doublettes (v)            | Goud     |
| Zwemmend redden | Roel Janssen                                     | 200 m hindernisredden (m) | Goud     |
| Acrogym         | Elke Van Maldegem Aline Van den Weghe            | duo (v)                   | Zilver   |
| Korfbal         | Nationaal team                                   | landenteam                | Zilver   |
| Zwemmend redden | Aurélie Goffin                                   | 50 m popredden (v)        | Zilver   |
| Zwemmend redden | Bieke Vandenabeele                               | 200 m hindernisredden (m) | Zilver   |
| Jiujitsu        | Tom Jacobs Wim Kersemans                         | duo-games (m)             | Brons    |
| Trampoline      | Ilse Despriet                                    | minitrampoline (v)        | Brons    |
| Petanque        | André Lozano Michel Van Campenhout Claudy Weibel | triplette (m)             | Brons    |
| Zwemmend redden | Aurélie Goffin                                   | 100 m combiné (v)         | Brons    |

1981 Santa Clara · 
1985 Londen · 
1989 Karlsruhe · 
1993 Den Haag · 
1997 Lahti · 
2001 Akita · 
2005 Duisburg · 
2009 Kaohsiung · 
2013 Cali · 
2017 Wrocław · 
2022 Birmingham · 
2025 Chengdu ·